# 御前崎港
御前崎港（おまえざきこう、英語: Omaezaki Port）は、静岡県御前崎市、および、牧之原市にある港湾。港湾管理者は静岡県。重要港湾である。

## 概要

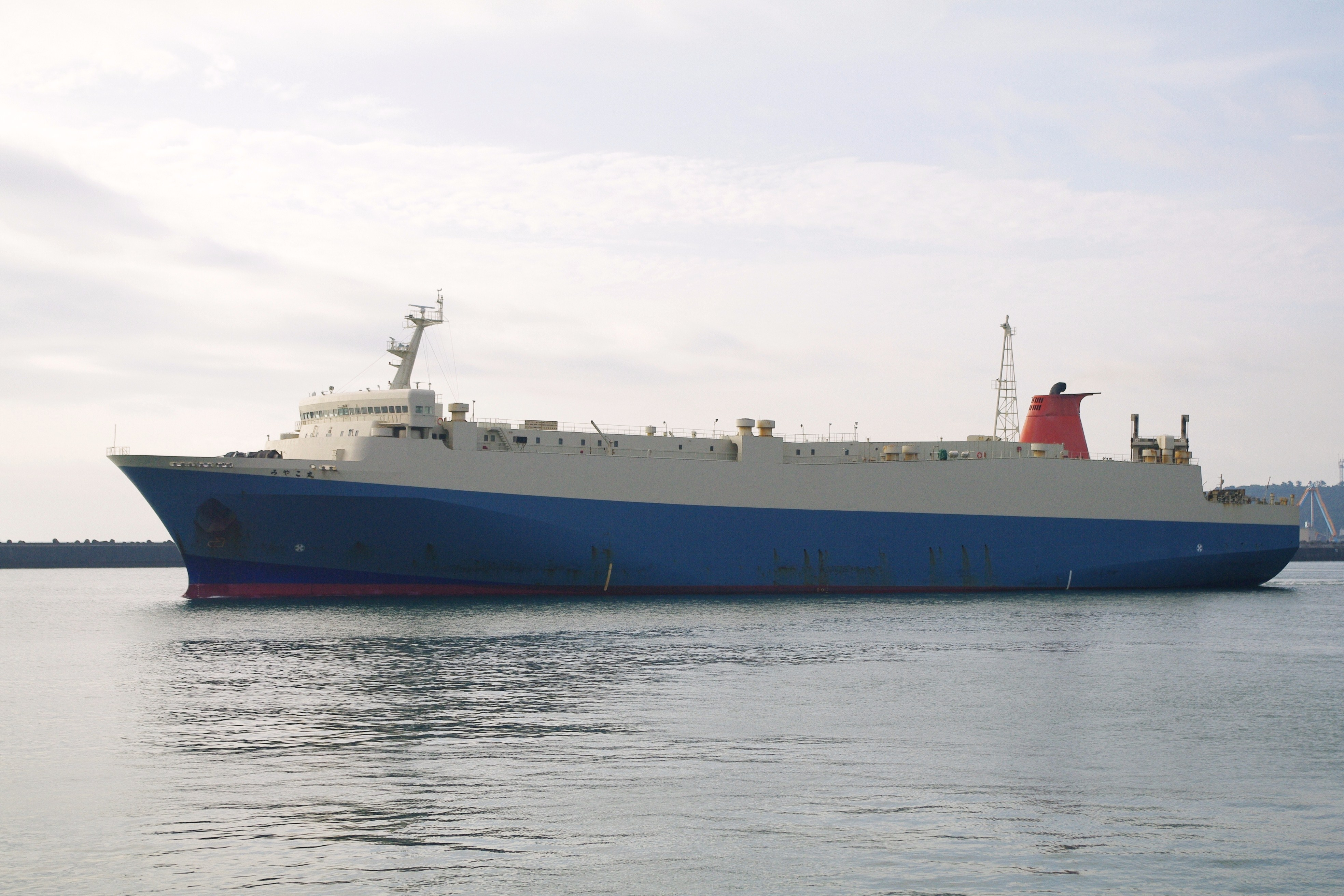
出港するみやこ丸

貨物港として自動車や木材などを取り扱う。また、中部電力専用埠頭を備えており、静岡県御前崎市に立地する中部電力浜岡原子力発電所の核燃料や核廃棄物などを取り扱う。
国道473号を介して東名高速道路相良牧之原インターチェンジに近く、また2009年（平成21年）3月開港の静岡空港や2012年（平成24年）4月開通の新東名高速道路島田金谷インターチェンジにも近い。
御前崎港にあった緑地と御前崎エコパークでの御前崎エコクラブの取り組み「地域資源の再利用で環境美化」が、2012年度（平成24年度）の国土交通省手づくり郷土賞を受賞している。
一帯は2015年（平成27年）8月にみなとオアシスに登録していて、御前崎市観光物産会館なぶら館を代表施設とする「みなとオアシス御前崎」として観光拠点ともなっている。

## 所轄地区
- 御前崎地区（御前崎市）
- 女岩地区（御前崎市）
- 下岬地区（御前崎市）
- 地頭方地区（牧之原市）

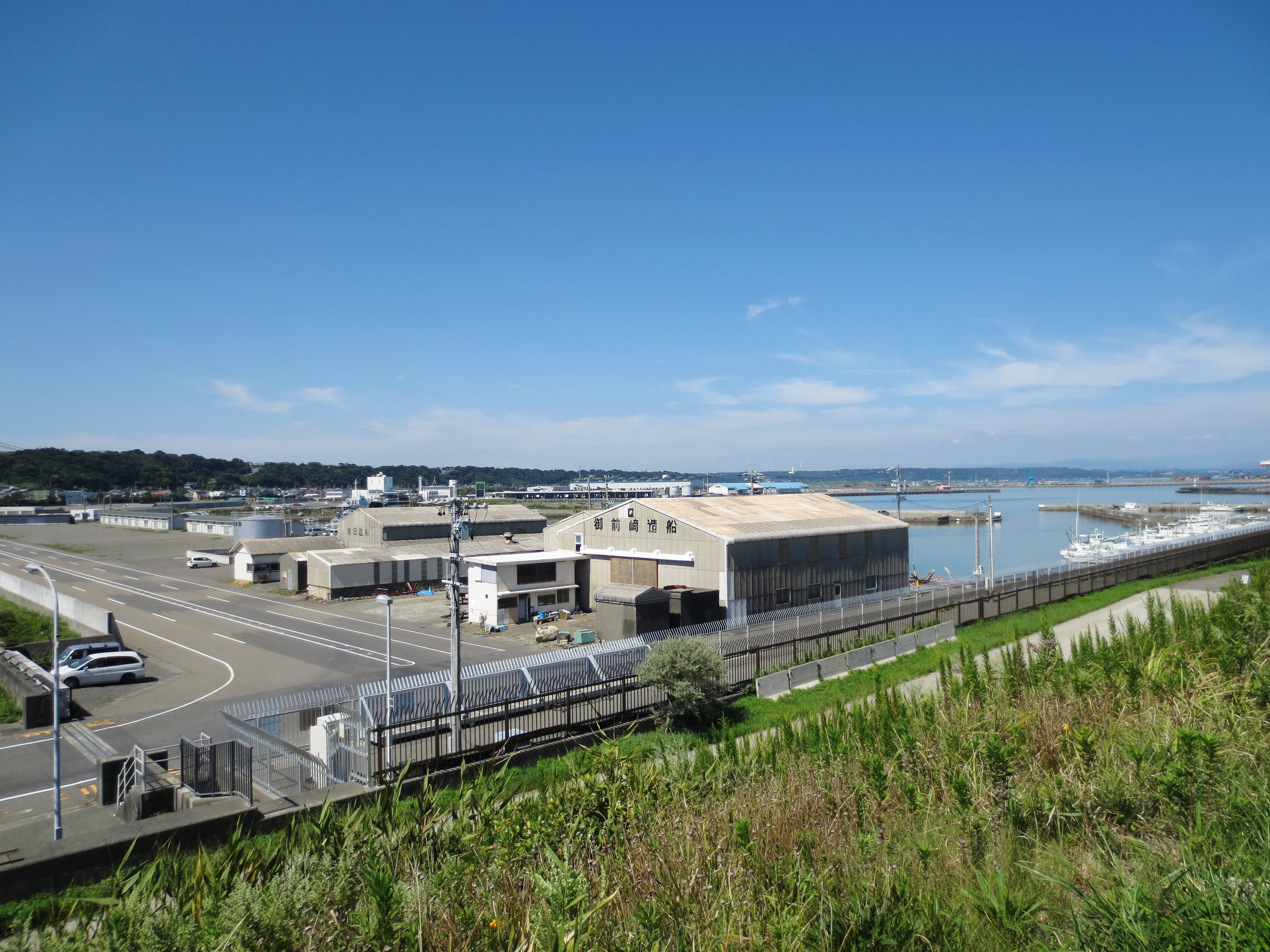
御前崎地区
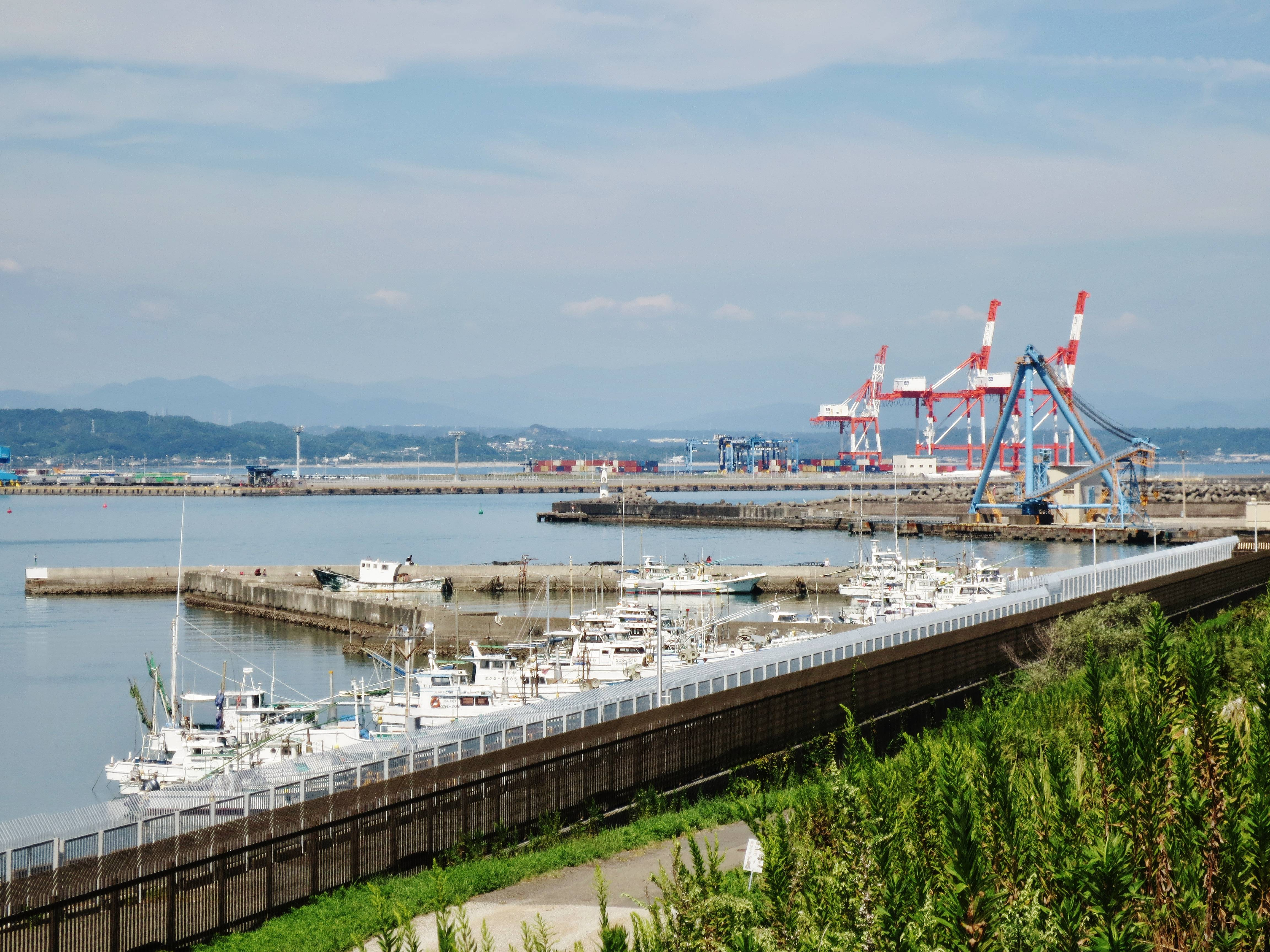
御前崎地区（手前）と女岩地区（奥）

## 関連施設
- 御前崎港多目的国際コンテナターミナル
- マリンパーク御前崎
- 御前崎観光物産会館（なぶら館）
- 御前崎海鮮なぶら市場

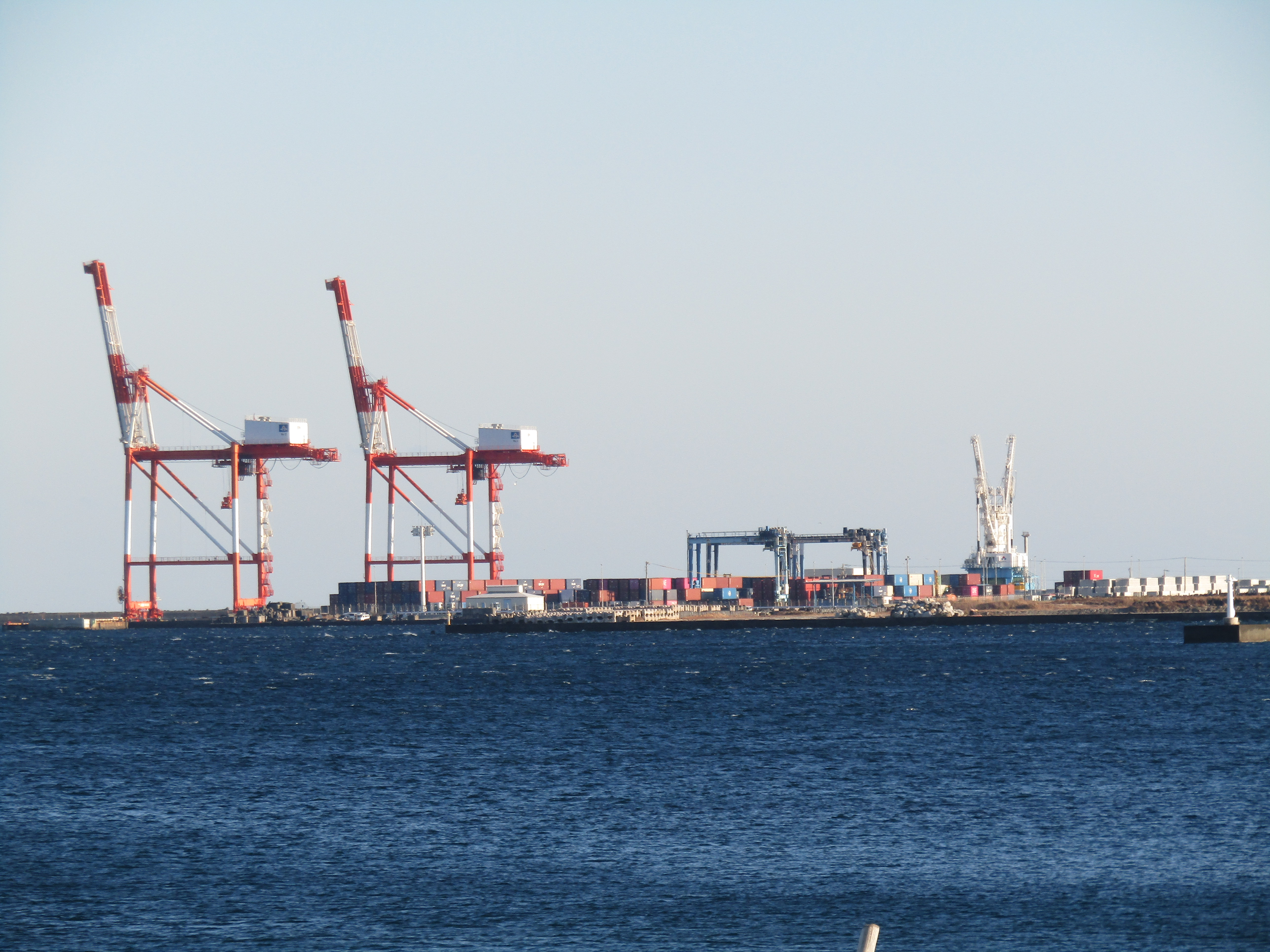
多目的国際コンテナターミナル
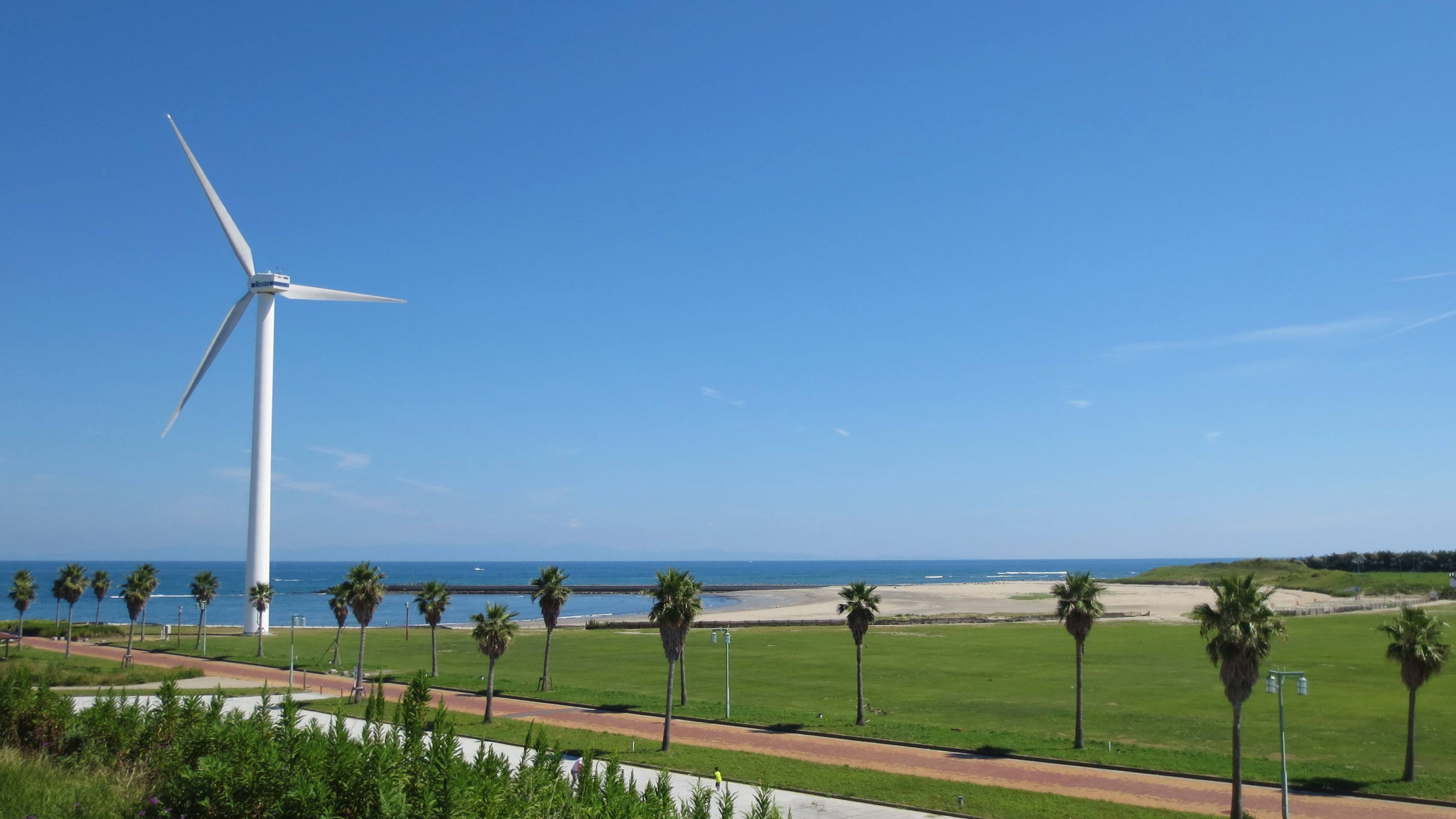
マリンパーク御前崎
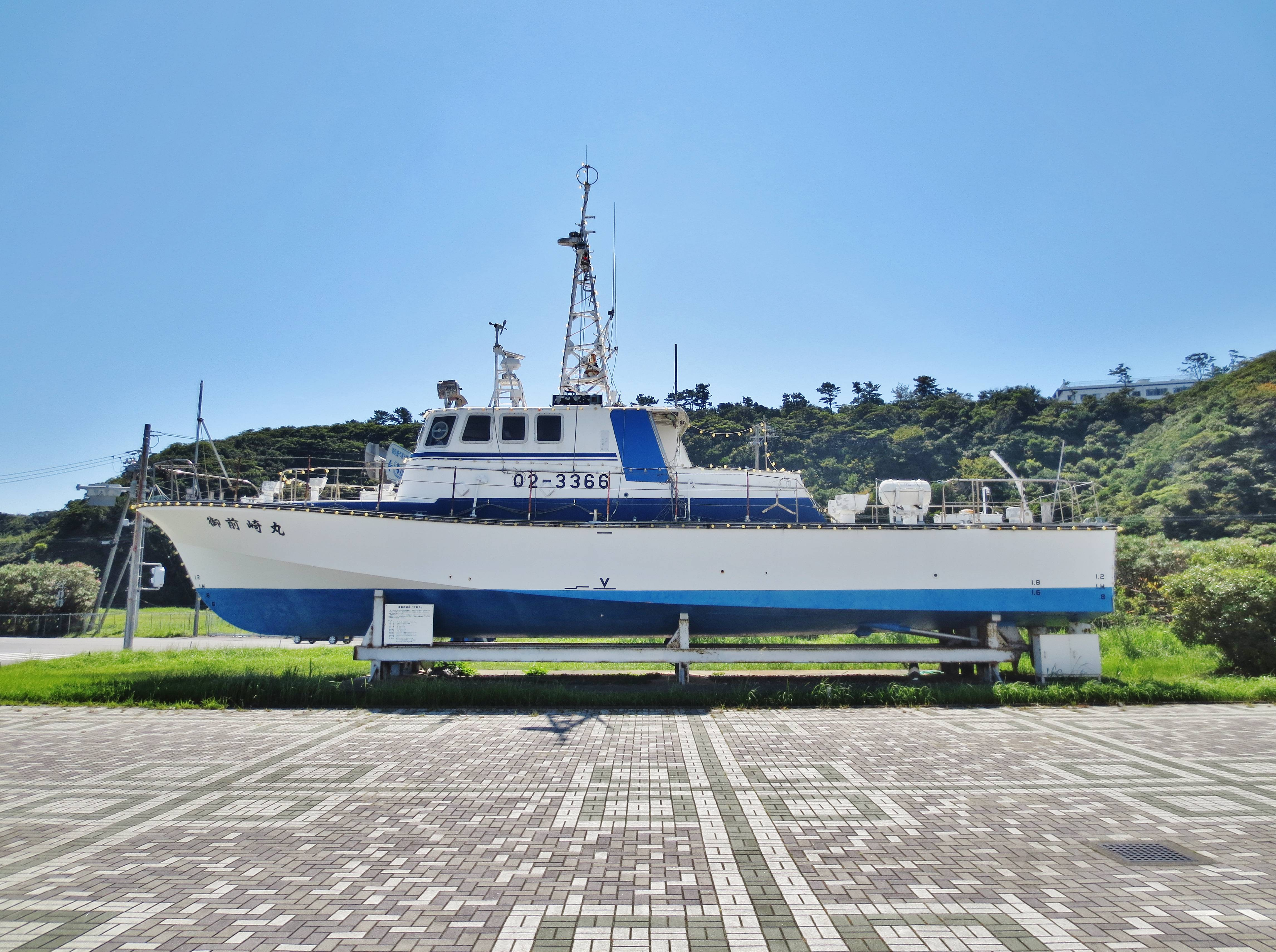
展示保存中の御前崎丸（元・漁業取締船天龍丸）
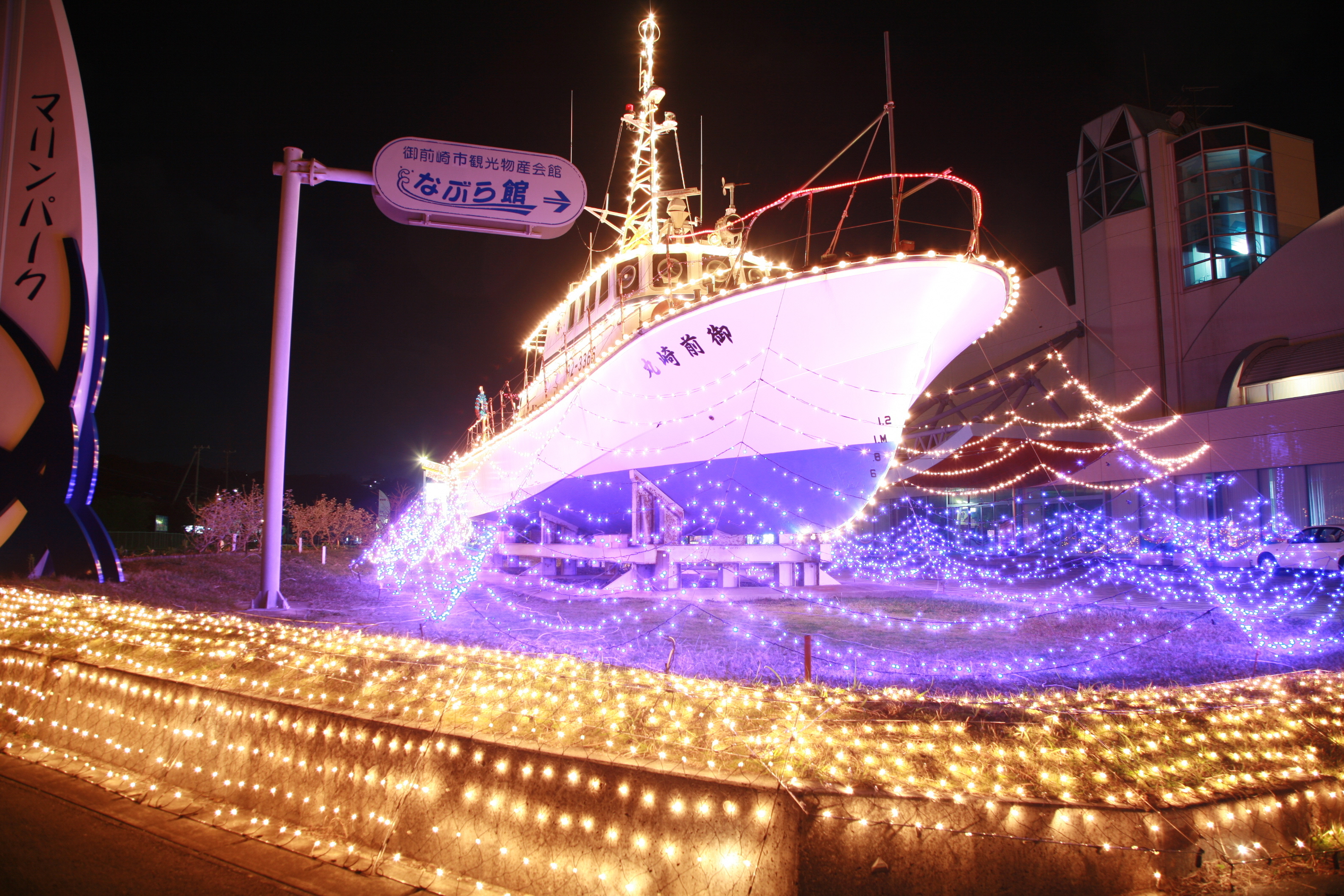
ライトアップされた御前崎丸
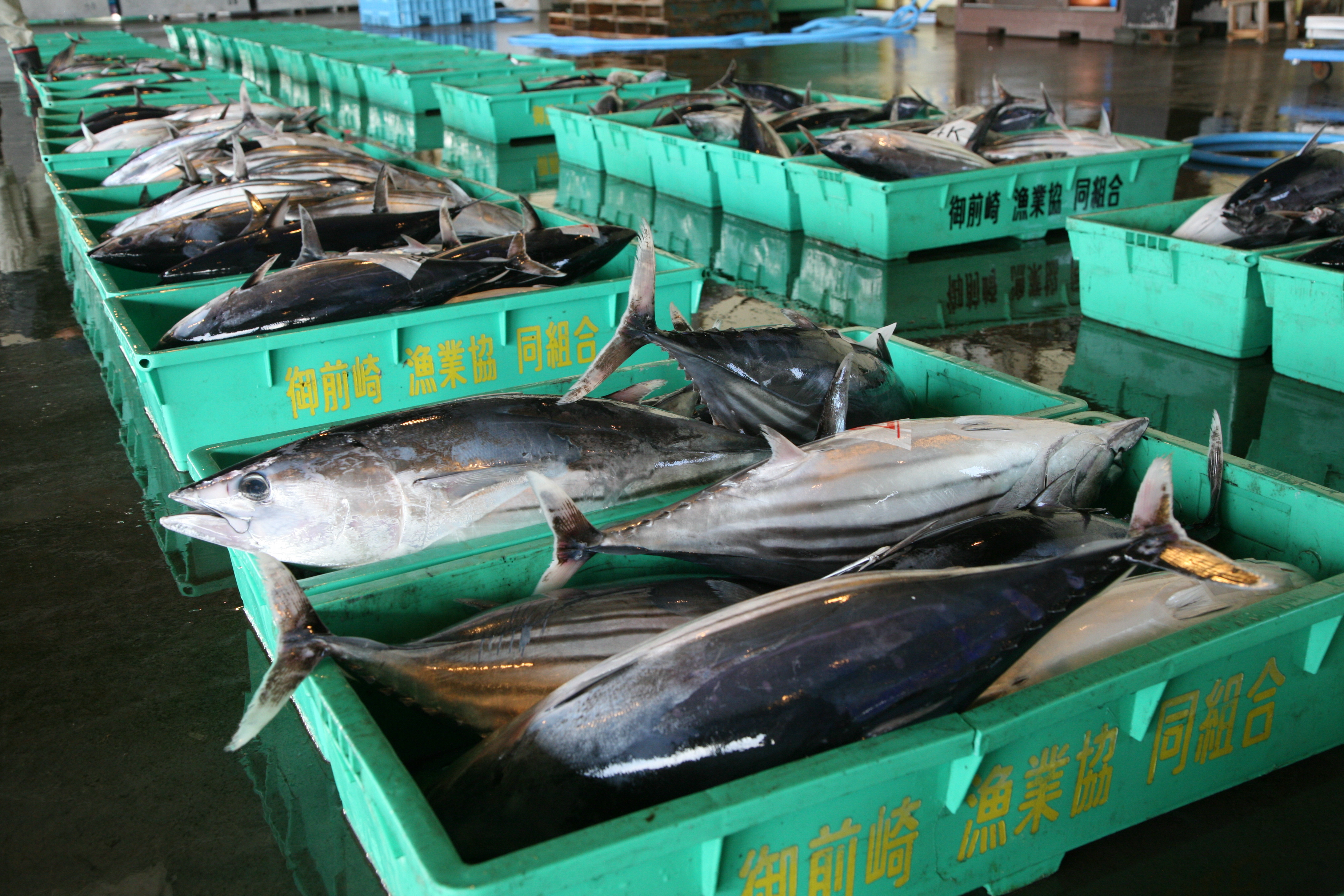
水揚げされたカツオ

## 臨港道路

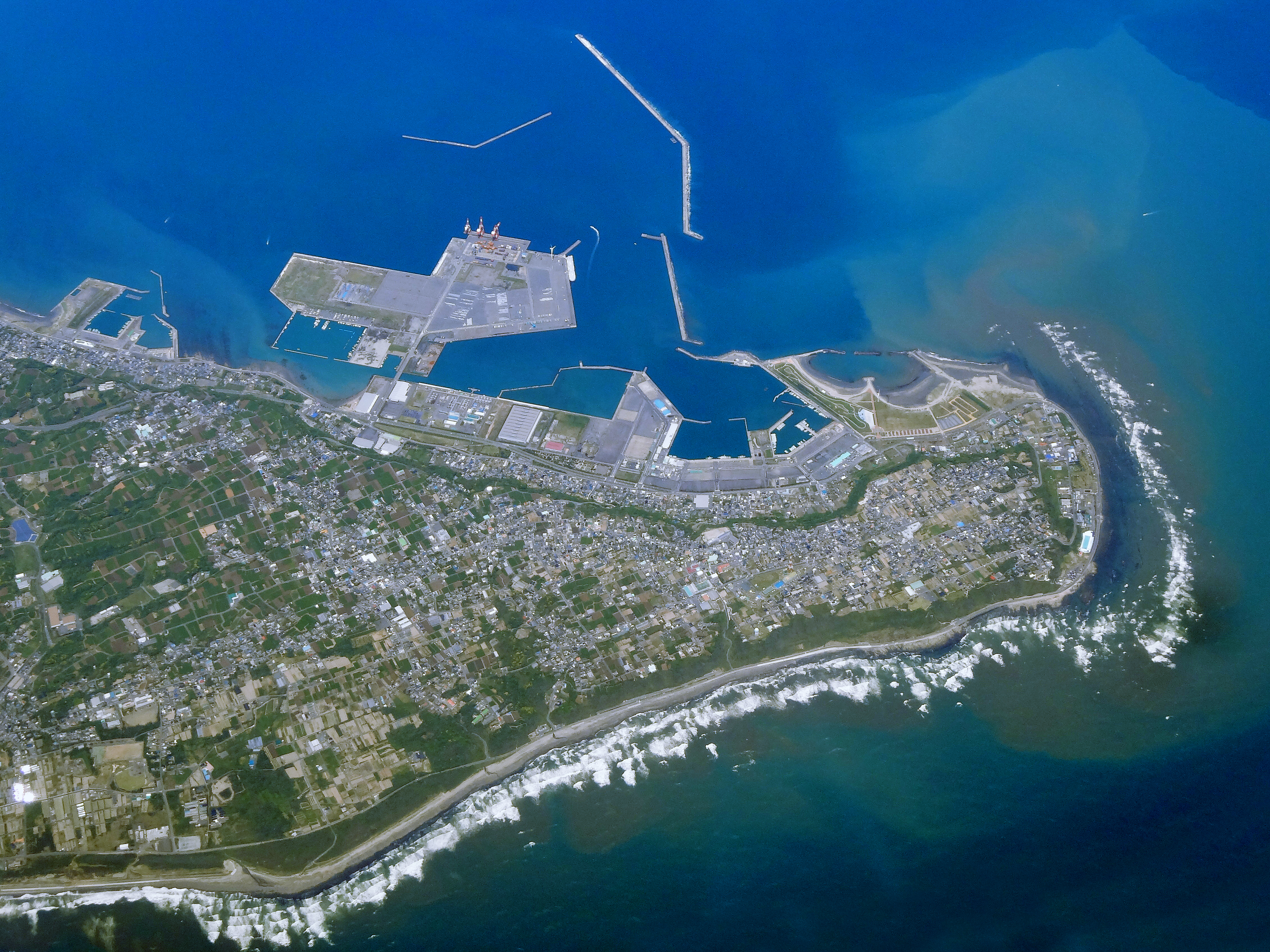
御前崎の航空写真。北岸に御前崎港が立地する

御前崎港と周辺を結ぶ道路
臨港道路1号
臨港道路入口交差点（三差路）で国道150号と接続する。
臨港道路2号
静岡県道357号佐倉御前崎港線と接続する。
臨港道路3号
台地部に上がり、静岡県道240号御前崎堀野新田線と接続する。
臨港道路4号
地頭方西交差点で国道150号南遠道路 地頭方インターチェンジと接続する。途中にみなとトンネルがある。